# 平井和正
平井 和正（ひらい かずまさ、1938年〈昭和13年〉5月13日 - 2015年〈平成27年〉1月17日）は、日本の小説家・漫画原作者・脚本家。神奈川県横須賀市生まれ。娘は漫画家の平井摩利。

## 来歴
1938年、横須賀市に3人姉弟の長男として生まれる。祖母は仙台藩家老中野家の娘だという。手塚治虫の影響を受け、中学2年生で大学ノートに処女小説『消えたX』（長編SF）を執筆、級友に回覧され人気を博し、小説家を志す。神奈川県立横須賀工業高等学校を経て1958年に中央大学法学部に入学。
1959年、ハードボイルド小説「夜の干潮」が中央大学ペンクラブ会誌『白門文学』に掲載され、作品が初めて活字になる。中央大学ペンクラブ時代の友人に本間俊太郎がいる。
1961年、「殺人地帯」が『SFマガジン』の第1回空想科学小説コンテスト（ハヤカワ・SFコンテストの前身）で奨励賞を受賞する。
1962年、同人誌『宇宙塵』に発表した「レオノーラ」が『SFマガジン』に転載され、商業誌にデビューした。中央大学を卒業。日本マーチャンダイズでアルバイトを行いつつ、小説を執筆する。
1963年、原作を担当した漫画『8マン』（画：桑田次郎）が『週刊少年マガジン』誌上で連載開始。この漫画は『エイトマン』としてテレビアニメ化され、同時期の『鉄腕アトム』と並ぶ大ヒット作となる。当時はテレビアニメ創成期でSFを理解できる脚本家は少なく、原作者自らがシナリオを担当したほか、豊田有恒ら同時期デビューのSF作家仲間も脚本家として参加した。
その後も漫画原作を手がけ、『エリート』（画：桑田次郎）、『超犬リープ』（画：桑田次郎）、『幻魔大戦』（共同原作および画：石森章太郎）などを相次いで発表する。
また、1966年2月から、筒井康隆、豊田有恒、伊藤典夫、大伴昌司と共同で、SFプロ作家の評論を掲載する同人誌『SF新聞』を刊行したが、数号で休刊となった。
1968年、初の長編小説『メガロポリスの虎』を発表。編集者（福島正実）のOKが出ず3年間に5度も全面改稿し、喜びよりもただほっとした気持であったという。
1969年に発表した長編第2作『アンドロイドお雪』が好評で小説家として蘇生する。しかし同年、『狼男だよ』改竄事件が起こる。出版元の立風書房に抗議したことからその親会社の学習研究社と争い、翌年に正本が出版されたものの大手出版社からの出版の話はなくなり、小説の仕事が来なくなった。
1970年、『スパイダーマン』（画：池上遼一）に漫画原作者として途中参加。また、『ウルフガイ』（画：坂口尚）も手がける。なお、『スパイダーマン』に提供したストーリーの中には、すでに発表されていた短編小説のアレンジや、漫画発表後まもなく「アダルト・ウルフガイ・シリーズ」に取り入れられたものも含まれている。
1971年、漫画『ウルフガイ』を小説化した『狼の紋章』を文庫本としてハヤカワSF文庫から発表。小説の文庫本書き下ろしを初めて試みた作家である。また、そのあとがきには当時の作者の心境が書き綴られ、書籍のあとがきのイメージを変えた。その後の多くの平井作品のイラストを担当する、生頼範義とのコンビもこの作品が最初である。同年には日本SFにおけるサイボーグテーマ作品の代表作『サイボーグ・ブルース』や、日本初のハチャハチャ小説『超革命的中学生集団』も書籍化され、小説家として再々スタートの年といえる。後の幻魔大戦シリーズに繋がる劇画ノベル『新幻魔大戦』（画：石森章太郎）を『SFマガジン』に連載したのもこの年である。翌年以降も「ウルフガイ」「アダルト・ウルフガイ」「ゾンビー・ハンター（死霊狩り）」などのシリーズ作品が大ヒットし、読者に支えられ人気作家となる。当時はファンレターにも全て返事を書いていたが、爆発的に増えた読者からのファンレターへの対応が創作活動に支障をきたすまでになる。
1976年、GLAの高橋佳子と出会う。人生観の激変により、当時執筆中だったアダルト・ウルフガイ・シリーズも路線変更となった（『人狼白書』以降）。一時期はGLAに関わり、高橋佳子の著書『真創世記』の編集協力も務めた。その後、宗教団体とは距離を置くことになるが、作品には作者の宗教観が反映されるようになる。
1978年、『死霊狩り』を完結させ、それまで自身の作品テーマとしていた "人類ダメ小説" にピリオドを打つ。この頃、中島梓が平井を「言霊使い」と評したのをきっかけに自身でも「言霊使い」を名乗るようになる。
1979年、自身がライフワークと公言する小説版の幻魔大戦シリーズ『幻魔大戦』『真幻魔大戦』に着手、その後、約5年間にわたり日常生活のほとんどをこの大長編シリーズの執筆に費やす。毎月、数百枚に及ぶ小説を書き続けるうち、激痛でペンが握れなくなったため1980年代初頭に当時発売されたばかりの富士通製ワープロOASYSを購入、以来親指シフトキーボードを愛用し作品を量産した。
1984年、偶然に高橋留美子の漫画『めぞん一刻』を読んだことにより、再び転機が訪れる。『めぞん一刻』については、作品の考察・批評した「『めぞん一刻』考」（『高橋留美子の優しい世界』に収録）を著しているほか、高橋との対談も行っている。そして「犬神明の言霊が来た」という理由で「幻魔大戦シリーズ」を中断し、それまで同作が連載されていた『SFアドベンチャー増刊 平井和正の幻魔宇宙』『SFアドベンチャー』誌に『黄金の少女』の連載を開始する。これにより、「ウルフガイ・シリーズ」再開となった。
当時、生頼範義の後を受けるイラストレーターを探していた平井はムック誌『平井和正の幻魔宇宙』の投稿イラストから当時15歳の泉谷あゆみを抜擢する。泉谷は1985年に『Wolfcrest』（講談社英語文庫）の挿絵でイラストレーターとしてデビューし、翌1986年には17歳で単行本『ハルマゲドンの少女』のイラストを手がけた。
1986年、「ウルフガイ・シリーズ」の主人公、犬神明の現実存在を自称する人物「リアル犬神明」が出現。対談、イベント等を行う。
1988年より長編『地球樹の女神』を発表。著者には作品への責任があるとし、自身の文章に手を加えられることには徹底して抗議する姿勢から『地球樹の女神』は書籍化のたびに著者と出版社が対立、その後の多くの作品が電子媒体での出版や自主出版で発表されるきっかけとなった。
1991年、新宗教のカリスマへの批判を含むエッセイ「平井和正『幻魔』を考える」を発表する。
インターネットが普及する前のパソコン通信の頃からネットワーク上での活動を行っており、『週刊アスキー』にパソコンの利用レポートを不定期に掲載したり、自らWebサイトで積極的に情報を発信するなど、ITにも明るい一面を見せる。
1994年、『ボヘミアンガラス・ストリート』を書籍の刊行に先立ち、アスキーからオンラインノベルとしてパソコン通信商用ネット10社で提供。オンライン出版のさきがけとなる。
1999年、自ら出版社ルナテック（e文庫を運営）を立ち上げ、自主出版に活動の軸を置いていく。活動後期には、過去の作品を含めたほとんどの作品を電子書籍としてWebで発表・配信しており、携帯電話への作品配信もその最初期から行った。
その後も、「月光魔術團シリーズ」、「21世紀8マン」、「アブダクション・シリーズ」など大河シリーズを書き続けた。
2004年より、ライフワーク「幻魔大戦シリーズ」を再開させた。 
2015年1月17日、急性心不全により神奈川県鎌倉市の病院において死去した。76歳没。
生涯においてその作風は幅広く、世界観や人物描写は多くの人々を熱狂させた。キャラクターたちの仰々しいほどの立ち振る舞いや言葉は若い読者を魅了し、その作品に触れ後に文筆業に関わることになった人の多くが、自分も平井作品のようなものを書きたいと考えたという。
死去後、第35回日本SF大賞功績賞を受賞した。

## エピソード
- 「ウルフガイ・シリーズ」は、最初の文庫化時の1971年に、前年に創刊されたばかりのハヤカワSF文庫に収録されているが（当時、ハヤカワ文庫JAは発刊されていない）、これは当時「SFマガジン」2代目編集長であった森優（現・南山宏）の、先代編集長福島正実の「文学路線」とは異なる、「エンターテインメントとしてのSF」路線の一環であった。
- 鏡明、横田順彌ら親交のあった後輩SFファンを実名で登場人物にした『超革命的中学生集団』は、破天荒な文体と構成の小説で、大森望から「ライトノベルの元祖」と呼ばれている[17][18]。また、SF作家たちの集まりでの星新一の「奇想天外な発言」をテーマにした異色短編「星新一の内的宇宙（インナースペース）」も発表している。
- SF雑誌「SFアドベンチャー」（徳間書店）の1986年8月号には、「アダルト・ウルフガイ・シリーズ」の主人公である "犬神明" を名乗る人物が登場し、平井和正と対談した（司会：南山宏）。
- 『ボヘミアンガラス・ストリート』は、少年時代から「いつか最高のラブストーリーを書きたい」という願望のあった平井が、病床でテレビアニメ『きまぐれオレンジ☆ロード』の再放送を見たことがきっかけで誕生した[19][20]。平井は自身で単行本一冊分の『きまぐれオレンジ☆ロード』のストーリーをイメージしてしまったが著作権上発表することができないため、設定を置き換え自分の作品として作り直したことを単行本のあとがきで語っている。
- コミック『バチガミ』に原作者自らがトリックスターとして登場した際には「ひらりん」と名乗る。パンツ姿はカツシンへのオマージュ[21]。

## 主な作品

### 小説

#### 長編・シリーズ作品
- メガロポリスの虎 （1968年）早川書房、のちハヤカワ文庫JA、角川文庫他
- アンドロイドお雪 （1969年）立風書房、のちハヤカワSF文庫、角川文庫
- サイボーグ・ブルース （1971年）早川書房、のち角川文庫他
- 超革命的中学生集団（1971年）朝日ソノラマ、のちハヤカワSF文庫、角川文庫
  - 超人騎士団リーパーズ（『超革命的中学生集団』を改訂） （2003年）講談社青い鳥文庫
- 悪霊の女王 （1976年）徳間書店（トクマ・ノベルズ）、のち角川文庫
- ボヘミアンガラス・ストリート（全9巻） （1995年）アスペクト

##### シリーズ
- ウルフガイ・シリーズ
  - アダルト・ウルフガイ・シリーズ（出版社により書籍のタイトル、作品の組み合わせが異なる）
    - 狼男だよ （1969年）立風書房、のちハヤカワSF文庫、祥伝社ノン・ノベル、角川文庫他
    - 狼よ、故郷を見よ （1973年）ハヤカワSF文庫
    - リオの狼男 （1973年）ハヤカワSF文庫
    - 人狼地獄篇 （1974年）ハヤカワSF文庫
    - 人狼戦線 （1974年）祥伝社ノン・ノベル
    - 狼は泣かず （1974年）祥伝社ノン・ノベル
    - 人狼白書 （1976年）祥伝社ノン・ノベル
    - 人狼天使（第1部-第3部） （1978年-1980年）祥伝社ノン・ノベル
    - 若き狼の肖像 （1979年）祥伝社ノン・ノベル

  - ウルフガイ・シリーズ（出版社、出版期により書籍のタイトルが異なる。）
    - 狼の紋章 （1971年）ハヤカワSF文庫、のち祥伝社ノン・ノベル、角川文庫、徳間書店
    - 狼の怨歌 （1972年）ハヤカワSF文庫、のち祥伝社ノン・ノベル、角川文庫、徳間書店
    - 狼のレクイエム（第1部・第2部） （1975年）祥伝社ノン・ノベル、のち角川文庫、徳間書店
    - 黄金の少女（全5巻） （1985年-1986年）徳間書店、トクマ・ノベルズ
    - 犬神明（全10巻） （1993年-1995年）トクマ・ノベルズ

  - 月光魔術團シリーズ
    - 月光魔術團（全12巻） （1996年-1998年）アスペクト、のち電撃文庫
    - ウルフガイDNA（全12巻） （1999年-2000年）メディアワークス
    - 幻魔大戦DNA （2002年）駿台曜曜社 全6集

  - ウルフガイ番外編
    - ウルフランド（狼の世界） （1976年）祥伝社ノン・ノベル、のち角川文庫
    - あとがき小説「ビューティフル・ドリーマー」（1985年）徳間書店
    - 女神變生 （1988年）トクマ・ノベルズ
- 死霊狩り（ゾンビー・ハンター）三部作
  - 死霊狩り （1973年）ハヤカワSF文庫、のち角川文庫、ハルキ文庫他
  - 死霊狩り2 （1976年）角川文庫、のちハルキ文庫他
  - 死霊狩り3 （1978年）角川文庫、のちハルキ文庫他
- 幻魔大戦シリーズ
  - 新幻魔大戦 （1978年）トクマ・ノベルズ、のち徳間文庫、角川文庫他
  - 真幻魔大戦 （1979-1985年）トクマ・ノベルズ 全15巻、のち徳間文庫 全18巻
  - 幻魔大戦 （1979-1983年）角川文庫 全20巻、のち徳間書店 全8集（ハルマゲドンを含む）他
  - ハルマゲドンの少女 （1983-1984年）徳間書店 上下巻、のちトクマ・ノベルズ 全3巻
  - ハルマゲドン （1987年）徳間書店、のちトクマ・ノベルズ 全3巻
  - 幻魔大戦deep （2005年）電子書籍 - e文庫
  - 幻魔大戦deep トルテック （2008年）e文庫 全3巻（少女のセクソロジー、少女のセクソロジーIIを含む）
- 地球樹の女神
  - 地球樹の女神 （1988年-1992年）カドカワノベルズ 6巻まで、徳間書店 全13集
  - クリスタル・チャイルド 　“地球樹の女神”コア・ストーリー　(1997年）電子書籍 - アスキー
  - その日の午後、砲台山で （2004年）電子書籍 - e文庫（幻魔大戦シリーズに組み込まれることもある）
- 21世紀8マン
  - ∞BLUE（インフィニティー・ブルー） （2002年）駿台曜曜社 全4集、集英社文庫 上下巻
  - BLUE シリーズ
    - BLUE HIGHWAYS （2002年）駿台曜曜社
    - BLUE LADY （2005年）電子書籍 - e文庫
- アブダクション・シリーズ
  - 時空暴走気まぐれバス （2001年）集英社文庫
  - WAYWARD BUS-気まぐれバス-（時空暴走気まぐれバスを改訂） （2003年）電子書籍 - e文庫
  - STRAY SHEEP-迷い子- （2003年）電子書籍 - e文庫
  - ABDUCTION-拉致- （2003年）電子書籍 - e文庫
  - SILENCE-沈黙- （2003年）電子書籍 - e文庫
  - SHADE-翳- （2003年）電子書籍 - e文庫
  - CAPRICIOUS-移り気- （2003年）電子書籍 - e文庫

#### 短編集
- 虎は目覚める （1967年）早川書房
- 美女の青い影 （1970年）毎日新聞社、のち角川文庫
- エスパーお蘭 （1971年）早川書房
- 悪夢のかたち （1973年）ハヤカワ文庫JA、のち角川文庫
- 悪徳学園 （1974年）ハヤカワ文庫JA、のち角川文庫
- 虎は暗闇より （1974年）角川文庫
- 魔女の標的 （1974年）角川文庫
- 怪物はだれだ （1975年）角川文庫
- 虎はねむらない （1986年）ウルフ会（限定出版）、のちリム出版
- 月光学園 （1994年）出版芸術社
- ストレンジ・ランデヴー （2001年）集英社文庫

#### アンソロジー収録作品
- ロボットの遺産
  - 『SFエロチックの夜』（『SFファンタジー傑作選』）福島正実編 秋田書店、のち旺文社文庫
- 悪夢のかたち
  - 『世界SF全集35 日本のSF・現在編』石川喬司・福島正実編 早川書房
- 悪夢のかたち（『宇宙塵』掲載版）
  - 『夢の中の女』石川喬司・伊藤典夫編 ベストブック社、のち旺文社文庫
- 背後の虎
  - 『夢からの脱走』筒井康隆編 新風出版社
  - 『ホラーSF傑作選』豊田有恒編 集英社文庫コバルトシリーズ
- レオノーラ
  - 『60年代SFベスト集成』筒井康隆編 徳間書店、のち徳間文庫
  - 『日本SF・原点への招待 2』石川喬司・柴野拓美編 講談社
  - 『ロボット・オペラ』瀬名秀明編 光文社
- 人形つかい
  - 『日本SFショート&ショート選ユーモア編』豊田有恒編 文化出版局
- ロボット・ハウス
  - 『日本SFショート&ショート選ユーモア編』豊田有恒編 文化出版局
- 革命のとき
  - 『日本SFの世界』福島正実編 角川書店
- 死を蒔く女
  - 『ロマンチックSF傑作選』豊田有恒編 集英社文庫コバルトシリーズ
  - 『宇宙塵傑作選 日本SFの軌跡 2』柴野拓美編 出版芸術社
- 星新一の内的宇宙（インナースペース）
  - 『ユーモアSF傑作選』豊田有恒編 集英社文庫コバルトシリーズ
- トイレの中の潜水艦
  - 『ヨコジュンの宇宙寄席』横田順彌編 双葉社
- 赤ん暴君
  - 『赤い砂漠の上で』横田順彌編 草土文化
- 怪獣? ウルトラベビー（「赤ん暴君」のプロトタイプ版）
  - 『「少年」傑作集 小説・絵物語編』 光文社文庫
- 憎しみの罠
  - 『推理作家になりたくて 2 影』（『マイ・ベスト・ミステリー 2』）日本推理作家協会編 文藝春秋、のち文春文庫
- 虎は目覚める
  - 『日本SF全集 第1巻』日下三蔵編 出版芸術社
- エスパーお蘭
  - 『冒険の森へ　傑作小説大全 4』 集英社
- 世界の滅びる夜
  - 『冒険の森へ　傑作小説大全 5』 集英社
- 人の心はタイムマシン
  - 『SFショートストーリー傑作セレクション 時間篇 人の心はタイムマシン／時の渦』日下三蔵編 汐文社
- ロボットは泣かない
  - 『SFショートストーリー傑作セレクション ロボット篇 幽霊ロボット／ヴォミーサ』日下三蔵編 汐文社
- 次元を駈ける恋
  - 『SFショートストーリー傑作セレクション 異次元篇 次元を駈ける恋／潮の匂い』日下三蔵編 汐文社
- 世界の滅びる夜
  - 『SFショートストーリー傑作セレクション 破滅篇 白い大陸が燃えるとき／ひとつの装置』日下三蔵編 汐文社

### 漫画原作
- 8マン（画：桑田次郎）
- エリート（画：桑田次郎）
- 超犬リープ（画：桑田次郎）
- 幻魔大戦（画：石森章太郎　※石森章太郎との共同原作）
- デスハンター（画：桑田次郎）
- ウルフガイ（画：坂口尚）
- スパイダーマン（画：池上遼一　※オリジナルはマーベル・コミック版）
- 新幻魔大戦（石森章太郎）
- クリスタル・チャイルド（画：泉谷あゆみ）
- バチガミ（画：余湖ゆうき）
- 8マン インフィニティ（「8マン」の続編、桑田二郎との共同原作 ストーリー：七月鏡一、作画：鷹氏隆之）
- 幻魔大戦 Rebirth（※石ノ森章太郎との共同原作、脚本：七月鏡一、漫画：早瀬マサト･石森プロ）
- 8マンVSサイボーグ009（※桑田二郎・石ノ森章太郎との共同原作、脚本：七月鏡一、漫画：早瀬マサト･石森プロ）

他多数。

### テレビアニメ脚本
- エイトマン
- 宇宙人ピピ　※実写とアニメの合成作品

### 小説を漫画化した作品
- サイボーグ・ブルース（画：秋本シゲル）
- 狼男だよ（画：ケン月影）
- 狼のバラード（画：ケン月影）
- Wolf Guy（画：かどたひろし）
- 転生（画：余湖ゆうき）
- 死霊狩り ZOMBIE HUNTER（画：梁慶一 構成：武田裕明）
- ウルフガイ（脚本：田畑由秋、作監：余湖ゆうき、作画：泉谷あゆみ）
- extra幻魔大戦(画：NN）※『幻魔大戦』（小説）の漫画化

### 作品の映画化
- エイトマン ロボット007（1964年） テレビアニメの劇場用編集版
- 狼の紋章（1973年、実写映画）　志垣太郎（犬神明）、松田優作（羽黒獰）、他
- ウルフガイ 燃えろ狼男（1975年、実写映画）　千葉真一（犬神明）、他
- 幻魔大戦（1983年、アニメーション映画）
- 8マン・すべての寂しい夜のために（1992年、実写映画）

### 全集・選集
- 平井和正全集 （1991年 - 1992年） リム出版 ※全100巻を予定し、出版社の倒産により20巻で中断した
- 日本SF傑作選4 平井和正 虎は目覚める/サイボーグ・ブルース （日下三蔵編集　2018年） ハヤカワ文庫JA

### その他の著書
- ウルフレター（『狼より若き友への手紙』の改訂版） ※読者との書簡集
- 語り尽せ熱愛時代 ※高橋留美子との対談集
- 高橋留美子の優しい世界 （『「めぞん一刻」考』、『あとがき小説「ビューティフル・ドリーマー」』所収）
- ウルフ対談 ※対談集
- ウルフの神話 ※読者との書簡集
- 夜にかかる虹（『HIRAIST』の改訂版） ※エッセイ集
- メガビタミン・ショック ※共著：余湖裕輝＋ウルフガイ・ドットコム

他多数。